# William Liath de Burgh
William Liath de Burgh, fue un magnate y Justiciar de Irlanda y falleció en 1324.

## Contexto
De Burgh era hijo de William Óg de Burgh, que murió en la Batalla de Áth-un-Chip o Athankip en 1270, y sobrino de Walter de Burgh, Conde de Úlster (muerto en 1271). Se le apodaba liath, gaélico para gris, aunque las razones son desconocidas.

## Carrera
De Burgh pasó mucho tiempo de su vida luchando por su primo, el II Conde de Úlster, apareciendo por vez primera en los registros cuando fue derrotado durante una escaramuza con Mac Coughlan.
Fue justiciar delegado desde el 1 de octubre de 1308 bajo Piers Gaveston, abandonando el cargo el 15 de mayo de 1309.

## La invasión Bruce de Irlanda
Durante la invasión escocesa fue capturado en la Batalla de Connor en Úlster en 1315, cuando un ejército dirigido por su primo el Conde de Úlster fue derrotado por los irlandeses y escoceses de Edward Bruce. Fue enviado a Escocia, y liberado en verano 1316, entregando a su hijo, Edmund, como rehén.

## Athenry
Al regreso de Escocia estuvo en Connacht en julio de 1316 y reunió un ejército de colonizadores Anglo-Normados y caciques irlandeses que habían permanecido leales al conde y marcharon contra Fedlimid O'Connor, que había aprovechado el caos para devastar la provincia. El 10 de agosto, después de una batalla particularmente sangrienta en Athenry, William fue victorioso.

## Familia
Se casó con Finola Ni Briain, hija de Brian Ruad o El MacJordan, con quien  tuvo tres hijos:
- Sir Edmond Albanach de Burgh (muerto 1375)
- John Burgh, (1350–1398) Canciller de la Universidad de Cambridge
- Sir Ulick de Burgh (muerto 1352)
- Sir Walter Liath de Burgh, febrero muerto 1332

También pudo haber tenido otros niños- legítimos o ilegítimos:
- Raymond, antepasado del Mac Raymond Burke de Muinter Murchadha
- Richard, antepasado del Clan Henry, Mac Walter de Lackagh, Mac William Duinn, Mac Tibbot y Mac Meyler
- Theobald, murió 1336
- Thomas
- Gylle de Burgh (fl. 1332)
- Mor, casada con Ruaidhri O Cellaigh que murió 1339
- Dos hijos de nombre desconocido, muertos en Leinster en 1311

## Resumen
Ronan Mackay le describe como un lugarteniente leal y capaz del Conde. "De 1305 en adelante fue señor de Connacht en todo menos en nombre, permitiendo a Richard concentrarse en el resto de sus dominios. El hecho que Connacht no se derrumbara durante la invasión Bruce fue principalmente debido a la capacidad de William y sus fuertes lazos fuertes con muchas de las familias irlandesas principales de la provincia. Irónicamente su éxito en construir una base de poder local allí llevaría al conflicto entre sus herederos y el siguiente conde de Ulster.
Murió en 1323 y fue enterrado en el priorato Dominico de Athenry. Es el antepasado de los Bourkes de Condado Mayo.